# 繁荣种畜场
繁荣种畜场是一个位于中华人民共和国黑龙江省齐齐哈尔市富裕县的牧场，亦是黑龙江省农垦齐齐哈尔管理局所属的一个牧场。
繁荣种畜场始建于1963年，原属黑龙江省畜牧兽医局，2007年归属黑龙江省农垦齐齐哈尔管理局。场址位于扎龙自然保护区腹地，乌裕尔河东岸。总人口12385人，占地总面积为11033公顷。其中，耕地面积8600公顷，林地面积112.5公顷，水面19公顷，草原面积895公顷。

## 行政区划
繁荣种畜场下辖以下单位：
繁荣场直社区、繁荣种畜场第一管理区、繁荣种畜场第二管理区、繁荣种畜场第三管理区和繁荣种畜场第四管理区。